# Fort

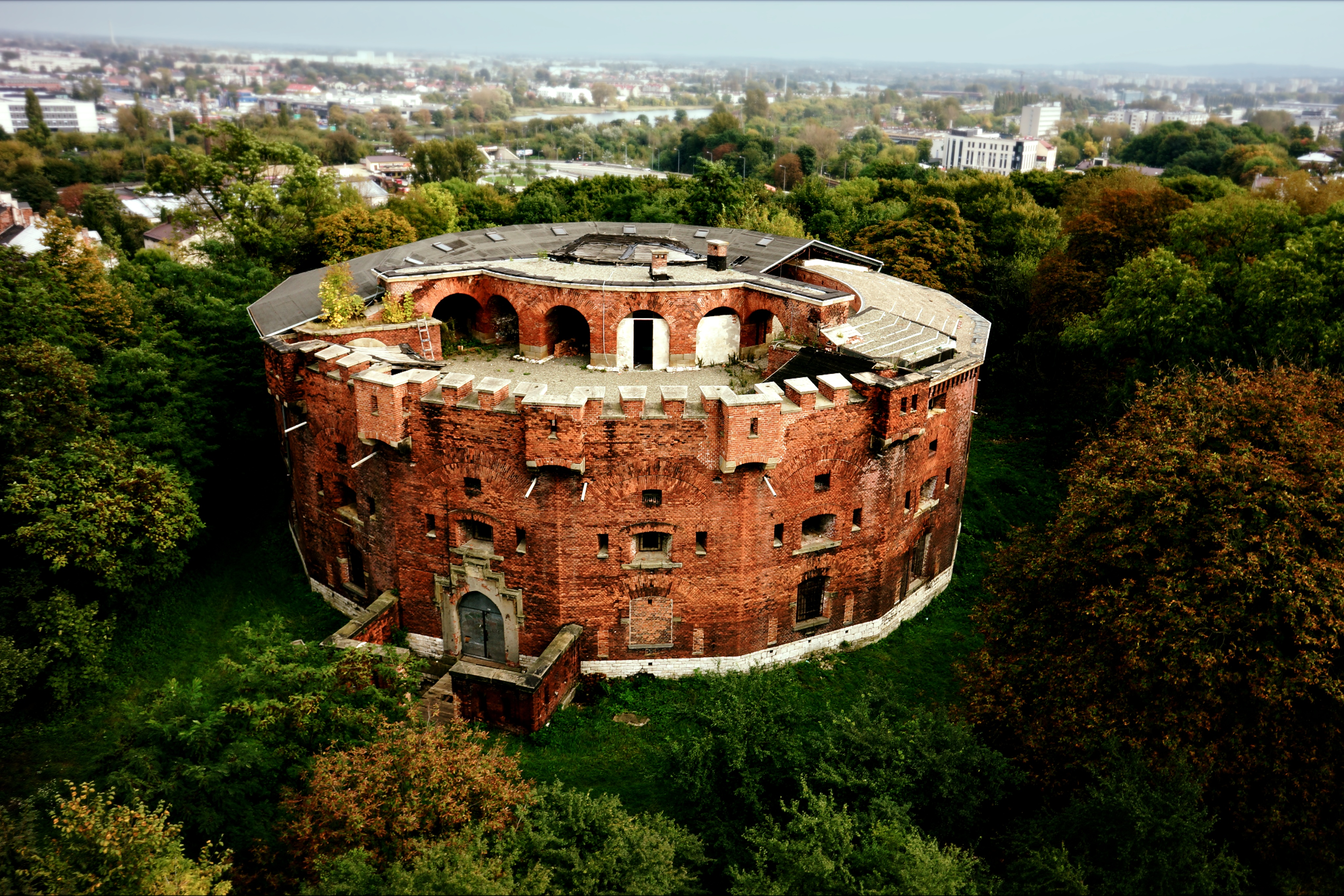
Fort 31 wchodzący w skład Twierdzy Kraków

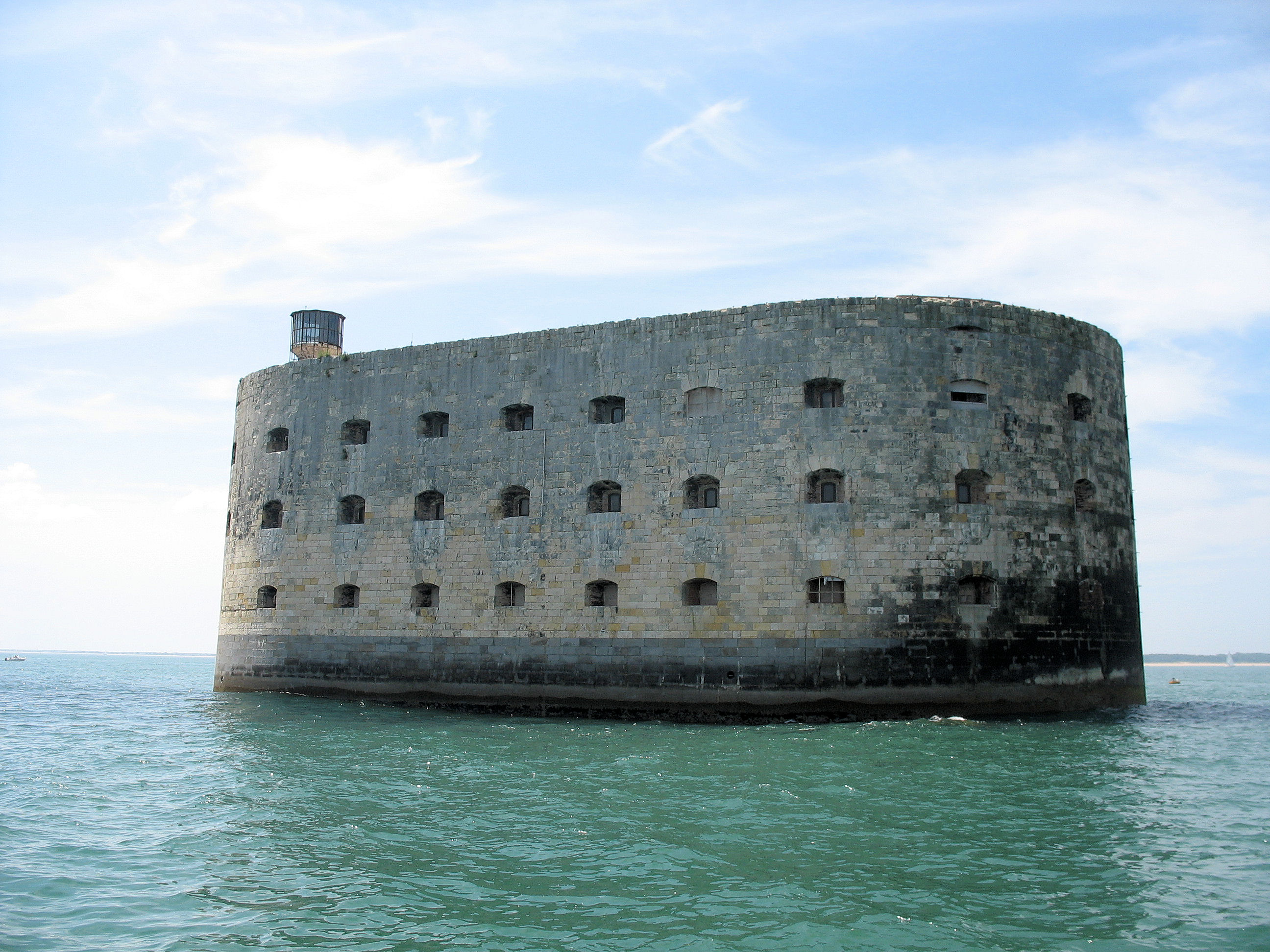
Fort Boyard w trakcie wojen napoleońskich strzegący wraz z siostrzanym fortem Énet arsenału w Rochefort przed flotą brytyjską

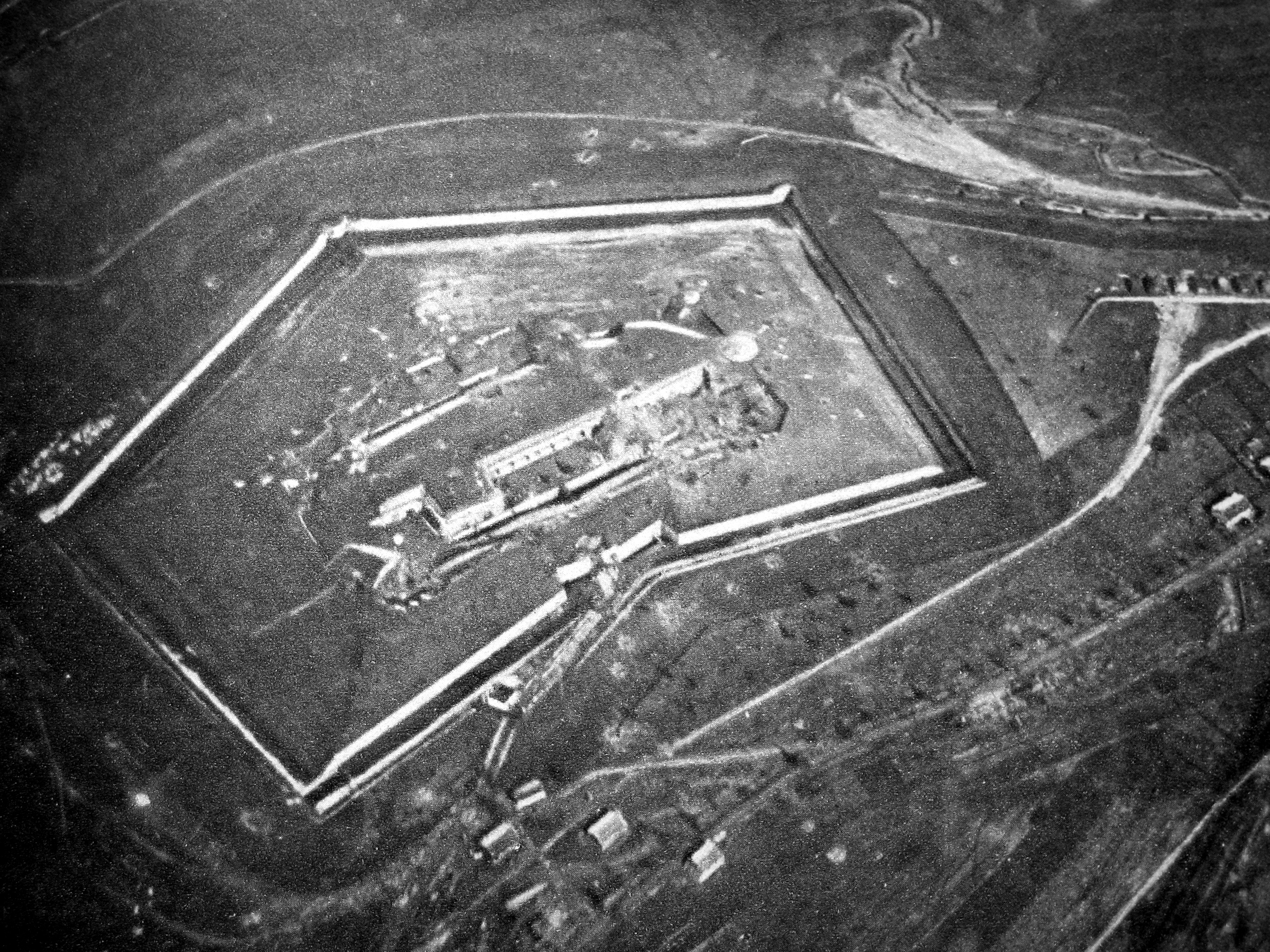
Fort Douaumont wchodzący w skład zespołu fortyfikacyjnego otaczającego rejon Verdun

Fort (wł.) – budowla obronna przystosowana do obrony okrężnej stanowiąca element większego zespołu fortyfikacyjnego (np. twierdzy). 
Forty wznoszono od XVII do początków XX w. zasadniczo grupowano je w zespoły zwane twierdzami fortowymi, choć w szczególnych wypadkach budowano również forty wydzielone (tzw. detaszowane) jako budowle samodzielne.

## Budowa fortu
Forty były budowlami ziemnymi o obrysie zamkniętym, zdolnymi do samodzielnej i długotrwałej obrony. Występował strefowy podział obwodu fortu: stok bojowy (plateau, glacis), stanowiska, fosa, wały, wnętrze. W skład budowli murowych fortów wchodziły koszary, schrony, stanowiska ogniowe artylerii i piechoty, magazyny, wieże obserwacyjne i artyleryjskie itp. Nie w każdym forcie występowały wszystkie z wymienionych obiektów, każda szkoła fortyfikacji miała swoje preferencje odnośnie do doboru obiektów i środków obrony i ich rozmieszczania w forcie. Forty połączone były między sobą siecią drogową i telefoniczną.
Zasadą budowy pierścieni fortów twierdz fortowych było zapewnienie możliwości wsparcia artyleryjskiego przez dany fort swoim najbliższym sąsiadom – z prawej i z lewej strony. Inaczej mówiąc, fort w twierdzy fortowej w razie potrzeby mógł dostać wsparcie od obydwu swoich skrzydłowych sąsiadów.

## Typy fortów
- fort piechoty
- fort pancerny
- fort jednostkowy
- fort łącznikowy
- fort rozproszony
- fort zaporowy
- fort artyleryjski
- fort reditowy
- fort ceglano-ziemny

## Zmierzch fortów

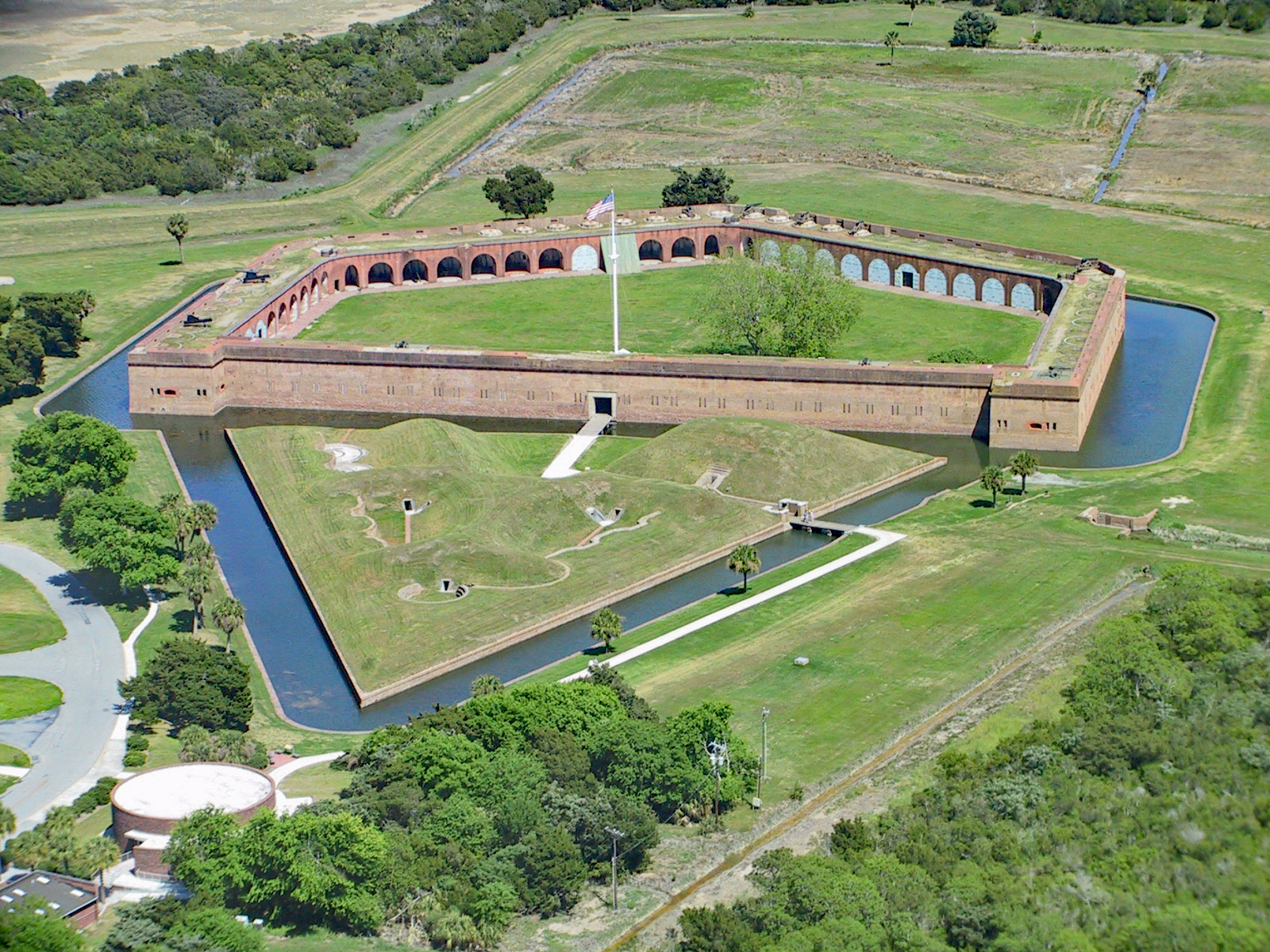
Fort Pulaski, którego ceglane fortyfikacje w trakcie wojny secesyjnej poddały się nowoczesnej gwintowanej artylerii. Zapoczątkowało to trend budowy nowych fortyfikacji przy wykorzystaniu betonu

Rozwój artylerii oblężniczej na przełomie XIX i XX w. zmuszał stopniowo do zastąpienia klasycznych fortów fortami rozproszonymi, a następnie dziełami jeszcze bardziej rozproszonymi: grupą warowną i rejonem umocnionym. Zmiany te wprowadzane były w różnych państwach niejednocześnie i często dopiero niepowodzenia wojenne (swoje lub cudze) przesądzały decyzję o modernizacji dotychczasowych fortyfikacji lub budowy nowych, dostosowanych do aktualnie używanych środków oblężniczych.
Mimo iż I wojna światowa wykazała niewystarczającą odporność na ogień nowoczesnej artylerii (np. ciężkich moździerzy oblężniczych typu gruba berta), forty były jeszcze niekiedy budowane w okresie międzywojennym, ale w czasie II wojny światowej nie odegrały większej roli.

## Polskie forty

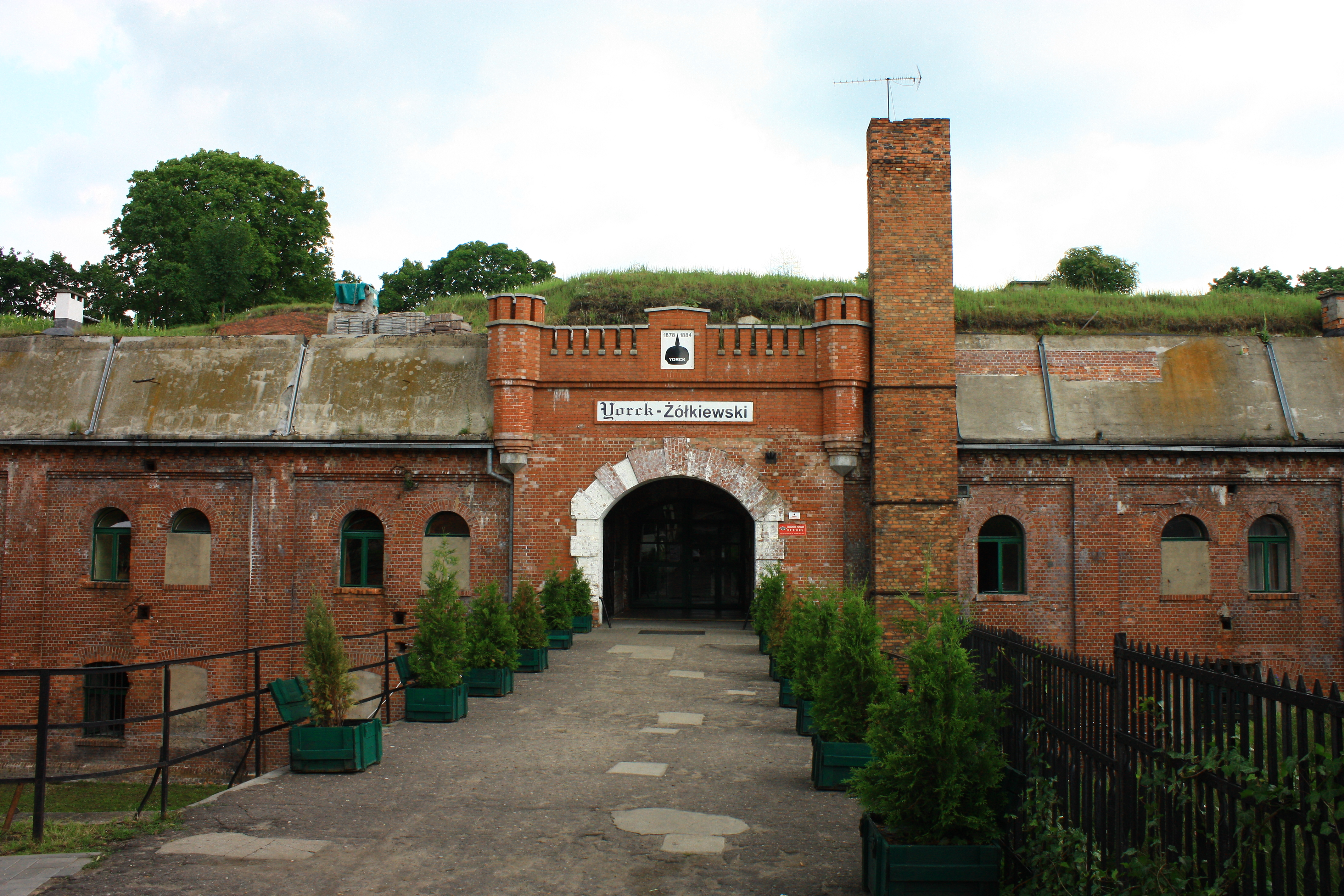
Fort IV Twierdzy Toruń

Na obszarze Polski znajduje się wiele twierdz fortowych, budowanych w różnych okresach i przez różne państwa i wojska. Typowymi twierdzami fortowymi są:
- Twierdza Kłodzko – twierdza austriacka i pruska
- Twierdza Kołobrzeg – twierdza pruska (niemiecka), nadbrzeżna
- Twierdza Kostrzyn – twierdza pruska (niemiecka)
- Twierdza Koźle - twierdza austriacka (pruska)
- Twierdza Kraków – twierdza austriacka
- Twierdza Modlin – twierdza rosyjska
- Twierdza Osowiec – twierdza rosyjska
- Twierdza Poznań – twierdza pruska (niemiecka)
- Twierdza Przemyśl – twierdza austriacka
- Twierdza Srebrnogórska – twierdza pruska (niemiecka)
- Twierdza Toruń – twierdza pruska (niemiecka)
- Twierdza Warszawa – twierdza rosyjska
- Twierdza Wrocław – twierdza pruska (niemiecka)
- Twierdza Świnoujście – twierdza pruska (niemiecka), nadbrzeżna
- Twierdza Nysa - twierdza pruska (niemiecka)
- Twierdza Łomża
- Twierdza Głogów – twierdza austriacka i pruska

Ponadto na terenie Polski istnieją forty samodzielne, broniące górskich przełęczy czy przepraw przez rzeki.